# Frederick James Rowan
Frederick James Rowan, född  1817 i Mullans i County Antrim i Irland, död 29 augusti 1884, var en brittisk ingenjör.
Frederick James Rowan var den femte sonen till godsägaren Robert Rowan och Elizabeth Rowan i en stor syskonskara. Polischefen i London Charles Rowan (omkring 1782–1852), fältmarskalken William Rowan (1789–1889) och ingenjören Robert Francis Rowan var bröder till honom.
Han arbetade för Great Western Railway och var därefter länslantmätare för County Tyrone i Irland 1842–1847. Därefter flyttade han till Kanada och arbetade med anläggandet av Great Trunk Railway tvärs över Kanada på 1850-talet, som ansvarig för en av projektets fyra geografiska avsnitt. Han anställdes 1859 av det brittiska byggkonsortiet Peto, Brassey and Betts för dess anläggande av järnvägar i Hertigdömet Slesvig och Jylland, bland andra järnvägen Randers–Langå–Ålborg under koncession av den danska staten, och blev överingenjör och chef för det för projekten bildade "Det Danske Jernbane-Driftsselskab". Detta företag togs över av den danska staten 1867 och blev en föregångare till Danske Statsbaner (DSB). Dess mekaniska verkstad i Århus blev så småningom DSB:s centralverkstad och vagnfabriken Hvide Mølle i Randers verkstadsföretaget Scandia A/S.
Frederick James Rowan köpte 1870 vagnfabriken Hvide Mølle av konsortiet Peto, Brassey and Betts och ändrade namnet till Randers Jernbanevogns Fabrik. Han återvände 1872 från Randers till Storbritannien, varefter sonen  William Robert Rowan övertog företaget. 
Han var engagerad i segelsport och var medarrangör för den första internationella regattan i Danmark, som genomfördes i Århus bugt i augusti 1866.